# ريكتسيا
الركتسيا أو الرِّيكِتْسِيَّة أو الريكتسيا (بالإنجليزية: Rickettsia)   هي جنس من البكتيريا تتبع الفصيلة الريكتسية من رتبة الريكتسيات.
غالبا ما تنتقل عن طريق المفصليات ولا تعيش هذه البكتيريا إلا متطفلة داخل خلايا العائل ولكن الركتيسيا ليست وسطا بين الفيروسات والبكتيريا إذ أن تركيبها مشابه التركيب الكيميائي للبكتيريا حيث هناك الكلاميديا التي تعتبر من طفيليات الطاقة حيث تتطفل تطفل كامل على المخلوق العائل وهناك الميكوبلازما التي تخلو من الجدار الخلوي.

## الأمراض التي تسببها الركتيسيات
من الامراض التي تسببها الركتيسيا التيفوس الذي ينقله القمل والبراغيث، والقرادات وغيرها. ويتفشى التيفوس في أيام الحروب والمجاعات والكوارث الطبيعية. كما يسبب أيضا الجدري الركتيسي (وَقْسٌ رِيكِتسِيّ) والحُمَّى البُرْعُمِيَّة.

## مكتشفها
هو العالم هاوارد تايلور ريكتس وذلك عام 1910 وسميت باسمه ركتيسيا.

## أنواع الريكتسيا
- ريكتسيا جنوبية
- ريكتسيا آسيوية
- ريكتسيا تيفوئيدية
- ريكتسيا قرادية
- ريكتسيا قطية

## روابط خارجية
- Rickettsia genomes and related information at PATRIC, a Bioinformatics Resource Center funded by NIAID
- African Tick Bite Fever from the Centers for Disease Control and Prevention
- Raw Living Radio Interview 3 Show Series in HD 2014 from the EarthShiftProject.com an Educational and Informational Research Organization welcoming More participation